# Dorota Szlachcic
Dorota Szlachcic (ur. 10 października 1961) – polska architektka związana z Wrocławiem.

## Życiorys
Absolwentka Liceum Ogólnokształcącego nr XIV im. Polonii Belgijskiej we Wrocławiu. W 1986 roku ukończyła studia architektoniczne na Wydziale Architektury Politechniki Wrocławskiej. Jest projektantką i udziałowczynią w biurze projektowym ArC2 Fabryka Projektowa Sp.z o.o., które założyła w 1990 roku wspólnie z Mariuszem Szlachcicem oraz Renatą Gajer. Spółka ta specjalizuje się w projektowaniu obiektów użyteczności publicznej, biurowych i mieszkaniowych; prowadzi także działalność deweloperską.  
Dorota Szlachcic jest współautorką ponad 40 realizacji architektonicznych, zlokalizowanych głównie na terenie Wrocławia. Są to osiedla mieszkaniowe, domy jednorodzinne, obiekty użyteczności publicznej oraz budynki przemysłowe. Za pierwszy sukces duetu Dorota Szlachcic i Mariusz Szlachcic uważa się „Osiedle pod Skrzydłami”, zaprojektowane wspólnie z Renatą Gajer. W Muzeum Architektury we Wrocławiu odbyły się dwie wystawy indywidualne prac małżeństwa Szlachciców (w 2013 i 2016 roku).   

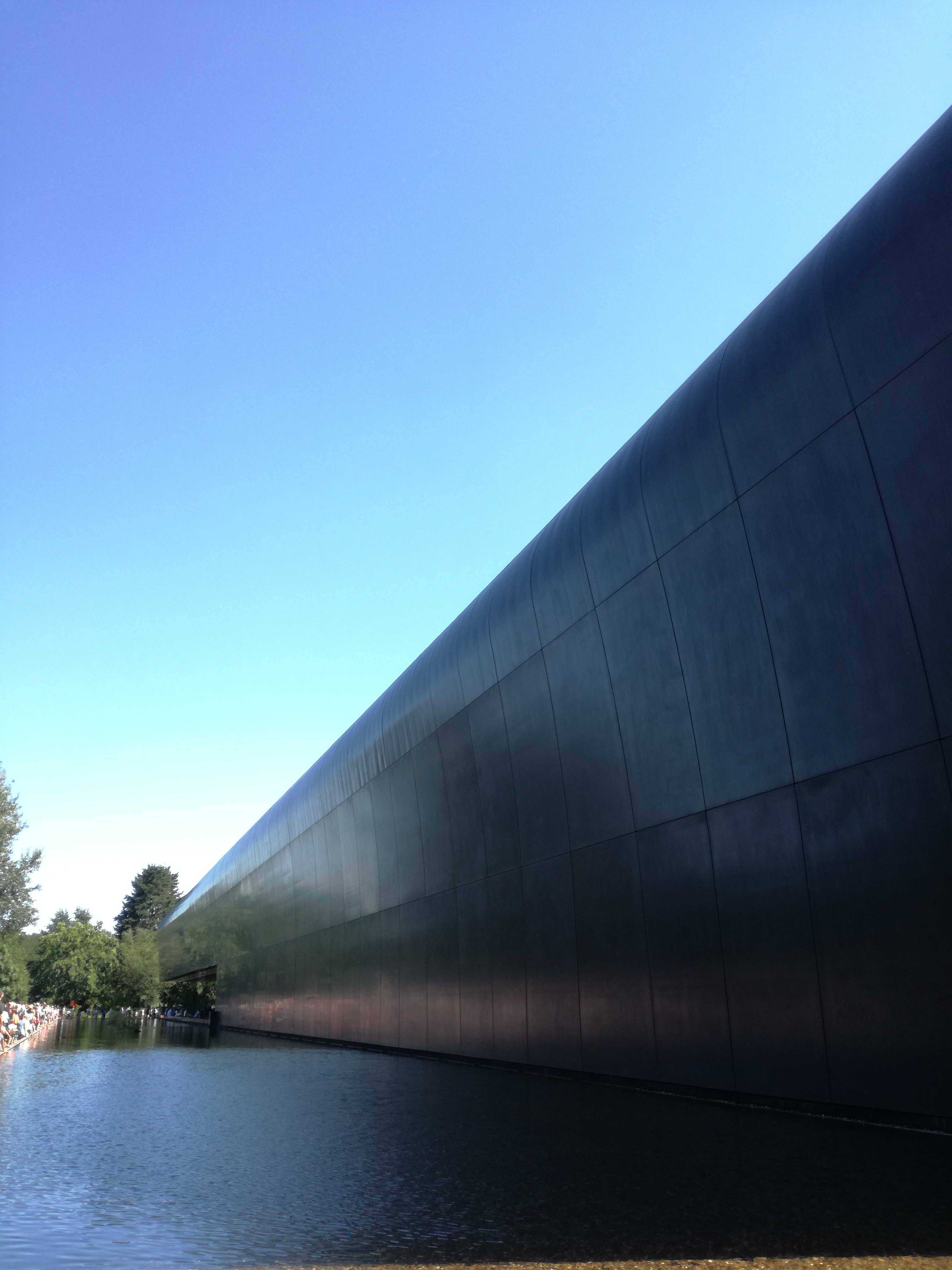
Elewacja Afrykarium

## Wybrane dzieła
Najważniejsze realizacje, których współautorką jest Dorota Szlachcic: 
- Osiedle Park Ołtaszyn we Wrocławiu (1998–2014), współautorzy: Mariusz Szlachcic, Renata Gajer, Robert Budny, bez I etapu). Zabudowa wielorodzinna, która ze względu na proporcje budynków, architekturę dachów i ścian szczytowych oraz organizację strefy wejściowej posiada wiele cech charakterystycznych dla zabudowy jednorodzinnej. Do wykończenia budynków z zewnątrz wykorzystano drewno oraz szkło[1].
- Osiedle pod Skrzydłami na ul. Skrzydlatej we Wrocławiu (2011), współautor: Mariusz Szlachcic. Zabudowa wielorodzinna z garażami podziemnymi, której cechą charakterystyczną jest dynamika, uzyskana poprzez akcentowanie kolorystyczne podziałów przestrzennych i różnorodność materiałów. Zabudowa ta może być postrzegana jako przeciwieństwo wielkogabarytowej zabudowy osiedli mieszkaniowych z lat 70. i 80. XX w[1].
- Afrykarium – oceanarium. Kompleks: Życiodajne wody Afryki we Wrocławiu (2008–2014), współautor: Mariusz Szlachcic. Monumentalny obiekt o jednolitej elewacji wykonanej z czarnego corianu jest zlokalizowany na terenie Ogrodu Zoologicznego we Wrocławiu[1].
- Osiedle modelowe Nowe Żerniki we Wrocławiu – Dorota Szlachcic znalazła się w gronie architektek i architektów zaangażowanych w proces projektowania miejscowego planu zagospodarowania przestrzennego, koncepcji założeń kwartałów oraz konkretnych obiektów dla osiedla[1], które inspirowane jest wystawą WUWA z 1929 roku[5] i ma stanowić alternatywę dla standardowych osiedli, powstających na obrzeżach miasta[6].

## Wybrane nagrody i wyróżnienia
- Honorowa Nagroda SARP Oddziału Wrocławskiego (2015), wspólnie z Mariuszem Szlachcicem[7].
- Laureatka konkursu Profesjonaliści Forbesa 2014 (nagroda indywidualna)[8].
- 1. nagroda w organizowanym w ramach Dolnośląskiego Festiwalu Architektury w 2014 r. konkursie Przyjazna Przestrzeń Publiczna, wspólnie z Mariuszem Szlachcicem, za pawilon wejściowy do Ogrodu Zoologicznego we Wrocławiu[7].
- II miejsce w międzynarodowym konkursie Himalayan Mountain Hut (2015) na zaprojektowanie wysokogórskiego schroniska w Himalajach, zespół projektowy w składzie: Dorota Szlachcic, Mariusz Szlachcic, Julia Kisielewska, Wojciech Klapcia)[1].
- I nagroda w konkursie Orły Polskiego Budownictwa (dla biura projektowego ARC – 2 Przedsiębiorstwo Projektowo-Consultingowe Sp. z o.o.)[9].